# Xã Beaver Falls, Quận Renville, Minnesota
Xã Beaver Falls (tiếng Anh: Beaver Falls Township) là một xã thuộc quận Renville, tiểu bang Minnesota, Hoa Kỳ. Năm 2010, dân số của xã này là 197 người.